# Skřípovská lípa
Skřípovská lípa je památný strom, který roste na pozemku parc. č. 630 u domu čp. 85 ve Skřípově v okrese Prostějov. 	
Jedná se o vzrostlou malolistou lípu, jejíž stáří se odhaduje na 300 až 400 let. Výška stromu činí 25 m, obvod stromu 560 cm.

## Památné a významné stromy v okolí
- Skřípovská alej